# Thamnodynastes chaquensis
Espèce
Thamnodynastes chaquensis  est une espèce de serpents de la famille des Dipsadidae.

## Répartition
Cette espèce se rencontre :
- au Paraguay dans le département de Ñeembucú ;
- en Uruguay ;
- en Argentine dans les provinces de Santa Fe, de Formosa, du Chaco et  de Jujuy.

## Description
C'est un serpent vivipare.

## Étymologie
Son nom d'espèce, composé de chaqu[o] et du suffixe latin -ensis, « qui vit dans, qui habite », lui a été donné en référence au lieu de sa découverte, Colonia Las Mercedes dans le département de San Fernando, province de Chaco en Argentine.

## Publication originale
- Bergna & Alvarez, 1993 : Descripción de una nueva especie de Thamnodynastes (Reptilia: Serpentes, Colubridae) del Nordeste Argentino. Facultad de Ciencias Exactas y Naturales y Agrimensura, Universidad Nacional del Nordeste, Corrientes, Argentina, vol. 10, p. 5-18.